# 長谷川順持建築デザインオフィス
長谷川順持建築デザインオフィスは、日本のアトリエ系建築設計事務所。1995年設立。東京都中央区新川に本社を置く。温熱環境に優れた建物の実績が多く、どまだんシステム、どまだん改修システムという独自のシステムを持つ。
同社の主な作品・受賞・知的財産、等
- 2004年、M・Casa｜スケルトンインフィルを完全分離した賃貸集合住宅｜グッドデザイン賞受賞。
- 2011年、森と住処を結ぶ「小径木だけで創る」空間システム｜グッドデザイン賞受賞。
- 2017年、どまだんシステムオフィス｜Five Void Place｜NPS本社ビル
- 2018年、コミュニティ型賃貸共同住宅・SHINKA。
- 「小径木だけで創る」空間システム｜関連知財｜実用新案・登録第3188055号｜意匠登録・登録第1483253号｜特許第5769525号
- 「どまだんシステム・どまだん改修システム」｜関連知財｜特許第6422654号[1]

## 長谷川順持 略歴
- 1962年、神奈川県生まれ。
- 1981年、横浜市立桜丘高等学校卒業。
- 1986年、武蔵工業大学工学部建築学科卒業。建築家・広瀬鎌二研究室にて、歴史的建造物の研究と歴史環境の都市との活性的な関係性の研究。卒業後、連合設計社市谷建築事務所にて建築家・吉田桂二に師事。
- 1995年、長谷川順持建築デザインオフィス設立。
- 2001年～2015年、東京都市大学（旧、武蔵工業大学）建築学科で教鞭をとる。
- 2016年～　東京モード学園｜創作デザイン講師。

## 著作・作品集
- 『とっておき住宅デザイン図鑑』（エクスナレッジ）
- 『家の図鑑』（共著｜エクスナレッジ）
- 『暮らしから描く 快適間取のつくり方』（共著｜彰国社）
- 『暮らしから描く 環境共生住宅のつくり方』（共著｜彰国社）